# Карсанов, Умар Махарбекович
Ума́р Махарбе́кович Карса́нов (род. 30 декабря 1981, Орджоникидзе, СССР) — российский футболист, защитник, тренер.

## Карьера

### Клубная
Профессиональную карьеру начал в 1998 году в клубе Второго дивизиона «Автодор». В 2001 году перешёл в «Аланию», за которую в 2001 году провёл 2 матча в Высшей лиге. В 2003 году вернулся в «Автодор», но по ходу сезона подписал контракт с клубом КАМАЗ, с которым добился права выступать в Первом дивизионе. В июле 2007 года вместе с Сергеем Темрюковым и Иваном Завалием покинул «КАМАЗ». Несмотря на то, что по информации челнинской газеты «Новая неделя», по которой Карсанов перешёл в азербайджанский клуб «МКТ-Араз», вернулся в «Аланию». В 2008—2009 годах защищал цвета «Газовика». 1 марта 2010 года пополнил ряды «Губкина», в котором завершил карьеру.

### Тренерская
В сезоне 2012/13 входил в тренерский штаб «Губкина», а также был главным тренером клуба. В январе 2018 года вошёл в тренерский штаб Юрия Газзаева во владикавказском «Спартаке». В сезоне 2022/23 — старший тренер «Алании-2».

## Достижения
- Бронзовый призёр Первого дивизиона: 2005
- Победитель зоны «Урал-Поволжье» Второго дивизиона: 2003
- Серебряный призёр Второго дивизиона (2): 2008 (зона «Урал-Поволжье»), 2010 (зона «Центр»)